# Wilhelm Bracht
Wilhelm Robert Bracht (* 13. Dezember 1891; † 29. Oktober 1956) war ein deutscher Unternehmer und Wehrwirtschaftsführer.

## Leben und Tätigkeit
Bracht wurde Papierfabrikant in Aschaffenburg, wo er Direktor und Vorstand der  Aschaffenburger Zellstoffwerke Aktiengesellschaft (bis 1936 Aktiengesellschaft für Zellstoff- und Papierfabrikation) war. In der Zeit des Nationalsozialismus war er außerdem stellvertretender Leiter der Wirtschaftsgruppe der Papier-, Pappen-, Zellstoff- und Holzstoff-Erzeugung in Berlin.
1942 wurde er in den Aufsichtsrat der Vereinigten Holzstoff- und Papierfabriken Niederschlema im Erzgebirge neu gewählt. Zu diesem Zeitpunkt war er bereits Wehrwirtschaftsführer. Daneben gehörte Bracht auch dem Aufsichtsrat der Freiberger Papierfabrik zu Weißenborn an.
Bis zu seinem Tod 1956 war er im Aufsichtsrat der Buntpapierfabrik AG, Aschaffenburg. Zuletzt lebte er in Reisach.